# Stefano Bricarelli
Stefano Bricarelli (Torino, 6 dicembre 1889 – Torino, 8 maggio 1989) è stato un fotografo, giornalista e editore italiano, noto per le sue fotografie in bianco e nero e per aver fondato e diretto due riviste, Il corriere fotografico e Motor Italia. È stato uno dei fondatori dell'associazione Gruppo piemontese per la fotografia artistica, nel 1921, insieme a Carlo Baravalle e Achille Bologna.

## Biografia
Nasce a Torino in una famiglia della buona borghesia torinese, da Giacinto Bricarelli, avvocato e socio di un avviato studio legale e da Angiolina Margotti Bricarelli. Frequenta l’Istituto Sociale dei padri Gesuiti con profitto, ricevendo in premio dal padre un apparecchio fotografico Murer & Duroni 9X12 all’età di quindici anni. A Torino si era appena conclusa l’Esposizione internazionale di fotografia artistica (1902), pochi anni prima era nata la Società fotografica Subalpina (1899) e nel 1904 fu dato alle stampe il periodico "La Fotografia Artistica", redatto in italiano ed in francese, ricco di illustrazioni e tavole che costituì l’espressione più rilevante della cultura fotografica italiana di inizio ‘900. È in questo fervido ambiente culturale che Bricarelli inizia a muovere i primi passi, sposando all'inizio i concetti del movimento pittorialista.
Nel 1908 si iscrive alla Società Fotografica Subalpina e all’Unione Società Italiana Arti Fotografiche.
Nel 1911 si laurea in Giurisprudenza. Lo stesso anno partecipa all’Esposizione Internazionale di Torino dove riceve la medaglia d’oro. Inizia a pubblicare alcune fotografie sulle riviste "Il Corriere Fotografico", "La Fotografia Artistica" e "The Amateur Photographer". Espone al London Salon of Photography dove presenterà due opere anche nel 1915.
Nel 1917 viene arruolato col grado di Sottotenente nel 4º Reggimento genio pontieri. Con la sua prima paga di ufficiale acquista una Kodak N°2 6X9. Partecipa alle operazioni sul fronte dell'Isonzo e documenta la dura realtà della guerra.
Nel 1921 fonda, con gli amici e colleghi avvocati Carlo Baravalle ed Achille Bologna, il Gruppo piemontese per la fotografia artistica e inizia a collaborare assiduamente con la rivista inglese “Photograms of the Year”.
Nel 1924 insieme a Baravalle e Bologna acquista “Il corriere fotografico”, spostando la sede da Milano a Torino. I tre si impongono di rivitalizzare la testata, rivolta inizialmente ad un pubblico di soli foto amatori, riuscendo a darle un ruolo di primo piano nel panorama nazionale. Questa pubblicazione pone l’accento sulla fotografia intesa come opera d’arte, stimolando la ricerca visiva, le tecniche di ripresa e di sviluppo e formerà stilisticamente una nuova generazione di fotografi, sia amatoriali che professionali. Alla rivista si affianca sin da subito l’annuario “Luci ed ombre” che fino al 1934, ultimo anno della sua pubblicazione, costituirà una sceltissima rassegna delle migliori opere dei fotografi italiani.
Nel 1926 fonda la rivista "Motor Italia". Questa rivista, che accompagna il testo con dettagliatissime fotografie, è particolarmente attenta al design dei carrozzieri e stimolando la ricerca delle forme anticipa mode e stili. Vengono anche pubblicati articoli di moda femminile, vela e motonautica. “Motor Italia” sarà inoltre la rivista ufficiale della sede torinese del Reale Automobile Club d'Italia fino al 1935.
Nello stesso anno “Il corriere fotografico”, in collaborazione con il Gruppo piemontese per la fotografia artistica, organizza il Salone italiano d’arte fotografica internazionale, prima manifestazione del suo genere in Italia.
Nel 1927 Bricarelli abbandona definitivamente la carriera di avvocato e diventa giornalista professionista. Realizza su commissione della FIAT il reportage “Fiat Automobili, via Nizza 250, Torino”. In questa occasione scatta una delle sue foto più famose: “Una rampa elicoidale al Lingotto”. È il primo di una lunga serie di servizi fotografici che Bricarelli realizzerà per la FIAT fino al 1945.
Nel 1930 acquista la sua prima fotocamera Leica, un modello C a telemetro. A questo marchio resterà legato per il resto della sua carriera. Bricarelli fu un grande sostenitore delle fotocamere 35mm con pellicola da 24X36mm, considerate pratiche e maneggevoli nonché le più adatte per un fotoamatore e le promuoverà più volte sulle sue riviste.
Nel 1931 viene incaricato dal Cantiere navale di Sestri Ponente di documentare la costruzione ed il varo del transatlantico Rex.
Nel 1933 realizza il documentario “Bacini di carenaggio a Genova” per la CINES di Stefano Pittaluga. Su richiesta del Sen. Giovanni Agnelli immortala i suoi sei nipoti in una serie di immagini che faranno epoca.
Nel 1935 il Reale Automobile Club d'Italia decide di stampare una propria rivista e "Motor Italia" proseguirà autonomamente il suo percorso. D'ora in avanti il direttore Bricarelli assumerà anche il ruolo di inviato e fotografo per conto della sua rivista ai Concorsi di eleganza per carrozzieri ed ai Saloni dell'automobile italiani ed esteri. Nello stesso anno si appoggia per lo sviluppo e la stampa delle immagini, comprese quelle per "Motor Italia", al laboratorio fotografico di Riccardo Moncalvo, una collaborazione professionale che durerà fino al 1976.
Nel 1936 vince il concorso fotografico organizzato dalla Leica in collaborazione con la rivista francese “Annuaire Tiranty”, il cui primo premio consiste in una crociera da Le Havre a New York a bordo del transatlantico Normandie. Sbarcato negli Stati Uniti, visita Chicago, Detroit, Filadelfia, dove lo attendeva lo zio Console generale d'Italia, e New York, entrando in contatto con la vivace realtà culturale americana. Grazie alla sua amicizia con il caricaturista Paolo Garretto, già collaboratore di “Vanity Fair”, si appoggia al suo agente per farsi rappresentare negli USA. La rivista “Life” era arrivata nelle edicole americane da pochi mesi, quando Bricarelli, dopo un incontro con l'editore Henry Robinson Luce, vende il suo reportage sulle cascate del Niagara ed ottiene la pubblicazione di una foto sul n°8 della rivista. È il primo fotografo italiano ad apparire su "Life". Nello stesso anno inizia la sua collaborazione con le riviste americane “Ladies' Home Journal” ed “Harper's Bazaar”. Per quest’ultima testata documenta la moda italiana interpretata dalle più eleganti nobildonne del tempo e dal “bel mondo” che anche Bricarelli frequenta: le spiagge e le ville di Santa Margherita Ligure, Portofino e le piste da sci del Sestriere.
Nel 1938 Henry Robinson Luce, gli assegna l’incarico di ritrarre per “Life” le massime cariche del Regime fascista. Bricarelli ottiene il permesso dal Ministero della cultura popolare di fotografare Benito Mussolini mentre è al lavoro nel suo ufficio di Palazzo Venezia. Ma alle foto, giudicate poco maschie dal Duce, viene negata l’autorizzazione per la pubblicazione. Tuttavia Mussolini, ritenendosi superiore al giudizio che gli attribuiscono gli americani, lo incarica a sua volta di ritrarre le condizioni di vita dei prigionieri politici al confino sull’isola di Ponza e di vendere il servizio alla rivista americana. La redazione di “Life” però decide di non pubblicarlo per motivi di opportunità politica.
Nel 1939 sperimenta per primo in Italia la pellicola a colori Agfacolor Neu, acquistata in Germania in occasione del Salone dell’automobile di Berlino. Pubblica alcune fotografie sulle riviste “Domus (periodico)” e “Tempo (periodico)”.
Nel dopoguerra la sua attività riprende a pieno regime. Le sue fotografie appaiono anche sulle riviste "Bellezze d'Italia", "Le Vie d'Italia", "Auto motor" e "Road&Track". Nel corso degli anni '50 si appassiona sempre di più al colore usando spesso la pellicola invertibile Kodachrome.
Nel 1963, dopo alcune fasi alterne, sospende la pubblicazione de “Il Corriere Fotografico”. La fotografia d'avanguardia ha preso piede in Italia e Bricarelli è ormai anziano per prendervi parte.
Nel 1973 acquista la sua ultima macchina fotografica, una Leica CL.
Nel 1976, dopo cinquant’anni di ininterrotta attività, cede la rivista “Motor Italia” al giornalista Gianni Rogliatti.
Nel 1981, in seguito ad alcuni problemi di salute, si ritira a vita privata. Il mondo dell'automobile che conosceva è scomparso e con lui sono già scomparsi anche i suoi grandi amici Carlo Biscaretti di Ruffia, Enrico Teodoro Pigozzi e Battista Farina.
Nel 1983, con la collaborazione dell’amico e fotografo  Riccardo Moncalvo, espone sessanta opere al salone de “La Stampa” di Torino. Questa sarà la sua ultima mostra. Si spegne nella sua casa torinese nel 1989.
Nel 1997 la figlia Carla dona la quasi totalità del suo patrimonio fotografico, circa 45.000 immagini, alla Città di Torino.

## Opere
Foto celebri
- Profilo nella folla, 1910.
- Una rampa elicoidale al Lingotto, 1927.
- I giovani Agnelli sulla Balilla sport, 1933.
- Le Officine San Giorgio di Genova, 1934.
- Niagara Falls, 1936.
- Nadia Barberini ed Aurora Giovannelli, ritratto 1937.
- Bernard Berenson, ritratto 1947.

Libri fotografici
- A cura di Stefano Bricarelli, Visioni di Torino, Novara, Ed.De Agostini, 1958.
- Stefano Bricarelli, L'auto è femmina, 20 anni di stile carrozziero a Torino, Torino, Ed.Motor Italia, 1968.
- Stefano Bricarelli, Piemonte di ieri e romantica Valle D'Aosta, Scarmagno, Ed.Priuli e Verlucca, 1976.
- Stefano Bricarelli, Gli occhi della memoria, Milano, Ed.Automobilia, 1978.
- Stefano Bricarelli, Sessant'anni di fotografie 1919-70, Torino, Ed.La Stampa, 1983.

Mostre postume
- XLVI Esposizione internazionale d'arte (collettiva),Venezia 1995, Catalogo a cura di Aa.Vv., Venezia, Ed.Marsilio, 1995.
- Stefano Bricarelli: fotografie. GAM, Torino 2005, Catalogo a cura di Pierangelo Cavanna, Torino, Ed.Fondazione Torino Musei-GAM, 2005.
- Stefano Bricarelli: fotografie. Sale viscontee del Castello Sforzesco, Milano 2006.
- Neorealismo: die neue Fotografie in Italien, 1932-60 (collettiva), Museum für fotografie, Winterthur 2007, Catalogo a cura di Aa.Vv., Milano, Ed.Admira, 2007.
- Obiettivi luminosi,una selezione di fotografi piemontesi dal 1850 al 1950 (collettiva), Biblioteca civica Villa Amoretti, Torino 2007, Catalogo a cura di Aa.Vv., Torino, Ed.Associazione per la fotografia storica, 2007.
- Neorealismo: het nieuwe beeld in Italië, 1932-60 (collettiva), Netherlands fotomuseum, Rotterdam 2008, Catalogo a cura di Aa.Vv., Milano, Ed.Admira, 2008.
- Stefano Bricarelli: fotografie. Palazzo Rosso, Genova 2009.
- Neorealismo: la nuova immagine in Italia, 1932-60 (collettiva), Centro internazionale di fotografia, Verona 2012, Catalogo a cura di Aa.Vv., Milano, Ed.Admira, 2012.
- Realismo,neorealismo e realtà. Italia, 1932-68. Fotografie dalla collezione Guido Bertero (collettiva), Museo Ettore Fico, Torino 2016-17, Catalogo a cura di Andrea Busto, Milano, Ed.Silvana, 2016.
- NeoRealismo: The new image in Italy, 1932-60 (collettiva), Grey art gallery, New York 2018, Catalogo a cura di Aa.Vv., New York, Ed.Prestel Publishing, 2018.
- Neorealizem: nova Padova v Italiji, 1932-60 (collettiva), Narodna galerija, Ljubljana 2018, Catalogo a cura di Aa.Vv., Ljubljana, Ed.Narodna galerija, 2018.
- Fotografia a Torino, dal dopoguerra al boom economico (collettiva), Biblioteca civica Villa Amoretti, Torino 2019, Catalogo a cura di Aa.Vv., Torino, Ed.Associazione per la fotografia storica, 2019.

## Riconoscimenti
- 1911 Medaglia d'oro all'Esposizione Internazionale di Torino
- 1913 Premio Tensi al Concorso nazionale di fotografia
- 1923 Medaglia d'oro e Diploma d'onore alla Prima Esposizione internazionale di fotografia, ottica e cinematografia di Torino
- 1936 1º premio al "Concours de la meilleure bobine touristique Leica"
- 1939 1º premio Cat.A all'Esposizione "Opere e manifestazioni del Regime" di Genova
- 1939 2º premio Ferrania e Tensi al Concorso "Esatta posa del piccolo formato"
- 1951 Premio "Torino per il giornalismo"
- 1955 Premio Touring Club Italiano per la "Migliore fotografia a colori" pubblicata sulla rivista "Le Vie d'Italia"
- 1986 Premio UIGA "Una vita per il giornalismo"
- 1986 Premio Città di Torino-Regione Piemonte "Una vita per l'auto"